# Fujiidera
Fujiidera (jap. 藤井寺市 Fujiidera-shi) – miasto w Japonii, na wyspie Honsiu (Honshū), w prefekturze Osaka.

## Położenie
Miasto leży we wschodniej części prefektury, w aglomeracji Osaki. Graniczy z:
- Habikino
- Matsubarą
- Kashiwarą
- Yao

## Historia
W 1959 roku połączyły się dwa miasteczka Fujiidera-chō i Dōmyōji-chō tworząc Fujiidera-Dōmyōji-chō. Rok później zmieniono nazwę na Misasagi-chō. Fujiidera otrzymała rangę miejską szczebla -shi (市) w dniu 1 listopada 1966 roku.